# Histoire du découpage cantonal du Loiret

Localisation du département français du Loiret sur une carte de France.

L’histoire du découpage cantonal du Loiret décrit les modifications successives apportées aux périmètres des cantons du département français du Loiret.
Depuis la création du département en 1790, le découpage cantonal du Loiret a subi plusieurs changements notables. Le nombre de cantons est passé successivement de 59 en 1790 à 31 en 1801 et en 1806, 37 en 1973, 41 en 1982 et 21 en 2015.
Le rattachement des cantons a de même plusieurs fois changé. Le nombre d'arrondissements est en effet passé de 4 en 1801 à 2 en 1926 puis à 3 en 1942.

## Création des départements, districts et cantons en 1790
L'Assemblée adopte le principe du découpage du territoire du royaume en départements, districts et cantons avec les lois des 14 et 22 décembre 1789. La France est ainsi divisée en 83 départements par décret du 15 janvier 1790 et la liste des départements et des districts est précisée par décret du 16 février 1790. Le département du Loiret comprend alors 7 districts et 59 cantons.

## Découpage en arrondissements et cantons en 1801
Peu de temps après leur création, les cantons sont supprimés, en tant que découpage administratif, par une loi du 26 juin 1793. Ils ne conservent qu'un rôle électoral. Mais, après la chute de Robespierre le 9 thermidor an II (27 juillet 1794), les mesures de circonstance de la Convention sont annulées par la Constitution du 22 août 1795 (5 fructidor, an III), dite « de la République bourgeoise ». La Constitution supprime les districts, rouages administratifs liés à la Terreur, et renforce le rôle des cantons, qu'elle vient de recréer. La loi du 28 pluviôse an VIII (17 février 1800) crée des arrondissements dans 98 départements, dont 371 dans les 89 départements correspondant au territoire de la Constitution de 1793. À la même date, le nombre des cantons (correspondant au même territoire) est ramené à 2 916. Dans le Loiret, le nombre de cantons est ainsi ramené de 59 à 31.

## Redécoupage de 1806
Selon le décret impérial du 21 août 1806 intitulé « décret contenant rectification de plusieurs Cantons dont sont composés les Justices de paix du département du Loiret », plusieurs cantons du Loiret subissent des modifications de leur périmètre, un canton est créé (Artenay), trois cantons sont supprimés (Olivet, Ingré et Chécy) et la ville d'Orléans est redécoupée (deux cantons supplémentaires).
Dans l'arrondissement de Pithiviers, quatre communes du canton de Beaune (Bouilly, Courcy, Limiers et Vrigny) sont transférées au canton de Pithiviers.
Dans l'arrondissement de Gien, Lemoulinet passe du canton d'Ouzouer-sur-Loire à celui de Gien.
Dans l'arrondissement d'Orléans, la ville d'Orléans est divisée en cinq cantons : Orléans-1er ou Orléans-Est ; Orléans-2e ou Orléans-Ouest ; Orléans-3e ou Orléans-Sud qui intègre le sud de la ville et absorbe le canton d'Olivet, supprimé ; Orléans-4e ou Orléans-Nord-Ouest qui intègre le Nord ouest de la ville, absorbe une partie du canton d'Ingré, supprimé, ainsi que la commune de Chanteau alors dans le canton de Neuville ; Orléans-5e ou Orléans-Nord-Est recouvrant le Nord est de la ville et absorbant une partie du canton de Chécy, supprimé.
Le canton d'Artenay, créé en 1790, supprimé en 1801, est recréé, il est composé des communes de Gidy (ex-canton d'Ingré), Artenay, Bucy-le-Roi, Cercottes, Chevilly, Lion-en-Beauce, Ruan et Trinay, toutes sept transférées du canton de Neuville, et de Creuzy, Huêtre, et Songy venant du canton de Patay.
Les communes de Bucy-Saint-Liphard et Ormes (ex-canton d'Ingré) sont transférées dans le canton de Patay.
Issues du canton de Chécy supprimé, les communes de Saint-Denis-de-l'Hôtel et Fay-aux-Loges sont transférées vers le canton de Châteauneuf tandis qu'Ingrannes, Sully-la-Chapelle, Traînou et Vennecy sont rattachées à celui de Neuville.

## Réorganisation des arrondissements: 1926 et 1942
Sous la Troisième République, en raison d'un endettement considérable et de l'effort nécessaire pour la reconstruction post-Première Guerre mondiale, la France traverse une crise financière qui se mue en crise économique, puis en crise politique. Deux gouvernements sont emportés, le gouvernement Aristide Briand le 18 juillet 1926 et le gouvernement Édouard Herriot le 21 juillet 1926. Le 24 juillet 1926, Raymond Poincaré est appelé à former le cabinet qui prend par la suite le nom de cabinet d’Union nationale. Le franc s’effondre par rapport aux autres monnaies et l'État est au bord de la banqueroute. Pour réduire les dépenses de l’État, Poincaré, qui bénéficie d’un large soutien, fait voter plusieurs décrets-lois réformant en profondeur l’administration française : 106 arrondissements sont ainsi supprimés avec le décret-loi du 10 septembre 1926. Dans le Loiret, les arrondissements de Gien et de Pithiviers sont supprimés.
Au cours de la Seconde Guerre mondiale, sous le régime de Vichy, en 1942, l'arrondissement de Pithiviers est rétabli dans ses limites de 1926.

## Redécoupage de 1973
Avec le décret du 23 juillet 1973, neuf nouveaux cantons sont créés, trois disparaissent et deux sont renommés :
- Le canton de Montargis est divisé en trois cantons : Amilly, Châlette-sur-Loing et Montargis, qui demeure avec la seule commune de Montargis ;
- Le canton d'Orléans-Nord-Ouest est divisé en trois cantons : Orléans-Bannier (ou Orléans-III), Fleury-les-Aubrais et Saint-Jean-de-la-Ruelle ;
- Le canton d’Orléans-Nord-Est est divisé en deux cantons : Orléans-Saint-Marc (ou Orléans-IV) et de Saint-Jean-de-Braye ;
- Le canton d'Orléans-Sud est divisé en deux cantons : Orléans-Saint-Marceau - La Source (ou Orléans-V) et Olivet ;
- Le canton d'Orléans-Est prend le nom d'Orléans-Bourgogne (ou Orléans-I) ;
- Le canton d'Orléans-Ouest prend le nom d'Orléans-Carmes (ou Orléans-II).

En outre la commune de Boulay-les-Barres, antérieurement dans le canton d'Orléans-Nord-Ouest est rattachée au canton de Patay. 
Le nombre de cantons passe ainsi de 31 à 37.

## Redécoupage de 1982
Avec le décret du 25 janvier 1982, quatre nouveaux cantons sont créés (Chécy, Ingré, Saint-Jean-le-Blanc et Orléans-la Source), onze sont remaniés et un est renommé :
- Le canton de Saint-Jean-de-Braye est divisé en deux cantons : Saint-Jean-de-Braye et Chécy ;
- Le canton d'Olivet est divisé en deux cantons : Olivet et Saint-Jean-le-Blanc ;
- Le canton d'Orléans-Saint-Marceau - La Source est divisé en deux cantons : Orléans-Saint-Marceau et Orléans-La Source ;
- Le canton d'Ingré est créé (avec les communes de Saran, Ingré, La Chapelle et Ormes)
- Les compositions et délimitations territoriales des cantons de Meung-sur-Loire, Saint-Jean-de-la-Ruelle, Fleury-les-Aubrais, Ingré, Orléans-Bourgogne, Orléans-Carmes, Orléans-Bannier, Orléans-Saint-Marc sont remaniées, le canton d'Orléans-Saint-Marc étant renommé Orléans-Saint-Marc-Argonne.

Le nombre de cantons passe ainsi de 37 à 41.

## Redécoupage de 2014
Dans la poursuite de la réforme territoriale engagée en 2010, l'Assemblée nationale adopte définitivement le 17 avril 2013 la réforme du mode de scrutin pour les élections départementales destinée à garantir la parité hommes/femmes. Les lois (loi organique 2013-402 et loi 2013-403) sont promulguées le 17 mai 2013. Les conseillers départementaux seront élus au scrutin majoritaire binominal mixte au prochain renouvellement général des assemblées départementales suivant la publication du décret, soit en mars 2015. Les électeurs de chaque canton éliront au Conseil départemental, nouvelle appellation des Conseils généraux, deux membres de sexe différent, qui se présenteront en binôme de candidats. Les conseillers départementaux seront élus pour 6 ans au scrutin binominal majoritaire à deux tours, l'accès au second tour nécessitant 10 % des inscrits au 1er tour. En outre la totalité des conseillers départementaux sera renouvelée.
Ce nouveau mode de scrutin nécessite un redécoupage des cantons dont le nombre sera divisé par deux avec arrondi à l'unité impaire supérieure. Dans le Loiret, le nombre de cantons doit ainsi passer de 41 à 21.
Le Préfet du Loiret communique le 13 décembre 2013 à l'Assemblée départementale le projet de révision de la carte cantonale du département établi par le Ministère de l'Intérieur, pour qu'elle émette un avis, en application de l'article L.191-1 du Code électoral relatif à l'élection des conseillers départementaux, des conseillers municipaux et des conseillers communautaires. Le Conseil général doit se prononcer dans un délai de six semaines à compter de cette saisine, en application de l'article L. 3113-2 du Code général des collectivités territoriales. Il s'agit d'un avis simple qui ne lie pas le gouvernement. À défaut de réponse dans ce délai, l'avis du Conseil général est réputé rendu. Dans le Loiret la date-butoir est le 24 janvier 2014.
Différentes oppositions se font entendre. Dans la région naturelle du Giennois, par exemple, certains élus déplorent la séparation en deux du canton de Gien, la partie sud devant être rattachée aux cantons de Sully-sur-Loire et Ouzouer-sur-Loire, le nord allant avec ceux de Briare et Châtillon-sur-Loire. Dans la région naturelle du Pithiverais, certains élus sont mécontents devant la réduction du nombre de cantons : alors qu'il compte actuellement cinq cantons (Pithiviers, Malesherbes, Outarville, Puiseaux, Beaune-la-Rolande) le Pithiverais n'en conservera que deux : l'Ouest regroupé sous le nom de Pithiviers, l'Est sous celui de Malesherbes.
Lors de la présentation du projet de redécoupage cantonal pour le Loiret aux élus départementaux et aux maires présents le 21 janvier 2014 le préfet du Loiret et de la région Centre, M. Pierre-Étienne Bisch, a mis en avant les deux principales avancées du projet :  
- Égalité de représentation : avant la réforme, l’écart entre le canton le moins peuplé et le canton le plus peuplé est de 5,3. Le projet réduit cet écart maximal à 1,5.
- Parité : Le nouveau mode de scrutin choisi par le Législateur prévoit l’élection, dans chaque canton, d’un binôme solidaire mixte. Dès 2015, la part des femmes élues dans les conseils départementaux sera de 50 %, contre une moyenne nationale de 13,8 % à ce jour (17,1 % dans le Loiret).

L'assemblée départementale réunie en session extraordinaire au château de Chamerolles (Chilleurs-aux-Bois) ce même jour émet un avis défavorable. Les élus de la majorité départementale de droite ont été rejoints par les trois élus communistes qui jugent que le découpage cantonal leur est défavorable. Le département du Loiret rejoint ainsi l'ensemble des départements de droite déjà engagés dans une fronde contre la réforme. Le thème de la sous-représentation des territoires ruraux est mis en avant. Éric Doligé (UMP), sénateur, conseiller général du canton de Meung-sur-Loire et président du conseil général affirme dans un communiqué : « la nouvelle carte vise à faire éclater l’agglomération d’Orléans et à briser les intercommunalités riveraines, avec pour conséquence de faire que le canton le plus peuplé sera rural et que les cantons très urbains seront les moins peuplés ». Il ajoute : « Ce redécoupage favorise l’urbain et s’attaque ouvertement à la ruralité qui fait pourtant la force et l’équilibre de notre territoire. […] Les cantons urbains auront une surface très réduite alors que les cantons ruraux seront, eux, très étendus ».
Le décret définissant le nouveau découpage cantonal est signé par le Premier Ministre le 25 février 2014. Le découpage est quasiment identique au projet de décembre 2013, à l'exception de deux modifications. La première concerne le Nord d'Orléans où un bout (délimité par les rues Lahire, Caban, Pasteur, de la Gare et avenue de Paris) du futur Orléans-3 passe dans Orléans-1. La deuxième concerne la commune de Baccon qui est transférée du canton de Meung-sur-Loire vers le canton de Beaugency. Le nouveau découpage prend ainsi en compte une des observations formulées par l'assemblée départementale au sujet des limites territoriales du canton de Beaugency. En effet, celui-ci avait été jugé en inadéquation avec les critères posés par le Conseil d'État dans la mesure où la population de ce canton était inférieure de plus de 20 % à la population moyenne départementale.

## Chronologie
| 1801                                       | 1806-1973                                                                 | 1973-1982                                         | 1982-2015  | 1982-2015  | 1982-2015                  | 2015-      | 2015-      | 2015-                   |
| 31 cantons                                 | 31 cantons                                                                | 37 cantons                                        | 41 cantons | 41 cantons | 41 cantons                 | 21 cantons | 21 cantons | 21 cantons              |
| 31 cantons                                 | 31 cantons                                                                | 37 cantons                                        | Arrond.    | Code       | Nom                        | Arrond.    | Code       | Nom                     |
| ------------------------------------------ | ------------------------------------------------------------------------- | ------------------------------------------------- | ---------- | ---------- | -------------------------- | ---------- | ---------- | ----------------------- |
| Gien                                       | Gien                                                                      | Gien                                              | 1          | 14         | Gien                       | 1          | 07         | Gien                    |
| Briarre                                    | Briarre                                                                   | Briare                                            | 1          | 05         | Briare                     | 1          | 07         | Gien                    |
| Lorris                                     | Lorris                                                                    | Lorris                                            | 1          | 16         | Lorris                     | 1          | 08         | Lorris                  |
| Bellegarde                                 | Bellegarde                                                                | Bellegarde                                        | 1          | 04         | Bellegarde                 | 1          | 08         | Lorris                  |
| Châtillon-sur-Loing                        | Châtillon-sur-Loing                                                       | Châtillon-Coligny                                 | 1          | 08         | Châtillon-Coligny          | 1          | 08         | Lorris                  |
| Courtenay                                  | Courtenay                                                                 | Courtenay                                         | 1          | 11         | Courtenay                  | 1          | 04         | Courtenay               |
| Châteaurenard                              | Châteaurenard                                                             | Châteaurenard                                     | 1          | 07         | Château-Renard             | 1          | 04         | Courtenay               |
| Ferrières                                  | Ferrières                                                                 | Ferrières                                         | 1          | 12         | Ferrières-en-Gâtinais      | 1          | 04         | Courtenay               |
| Montargis                                  | Montargis                                                                 | Montargis                                         | 1          | 19         | Montargis                  | 1          | 11         | Montargis               |
| Montargis                                  | Montargis                                                                 | Amilly                                            | 1          | 32         | Amilly                     | 1          | 11         | Montargis               |
| Montargis                                  | Montargis                                                                 | Châlette-sur-Loing                                | 1          | 33         | Châlette-sur-Loing         | 1          | 02         | Châlette-sur-Loing      |
| Châtillon-sur-Loire                        | Châtillon-sur-Loire                                                       | Châtillon-sur-Loire                               | 1          | 09         | Châtillon-sur-Loire        | 1          | 02         | Châlette-sur-Loing      |
| Beaugency                                  | Beaugency                                                                 | Beaugency                                         | 2          | 02         | Beaugency                  | 2          | 01         | Beaugency               |
| Notre-Dame-de-Cléry                        | Notre-Dame-de-Cléry                                                       | Cléry-Saint-André                                 | 2          | 10         | Cléry-Saint-André          | 2          | 01         | Beaugency               |
| Châteauneuf                                | Châteauneuf                                                               | Châteauneuf-sur-Loire                             | 2          | 06         | Châteauneuf-sur-Loire      | 2          | 03         | Châteauneuf-sur-Loire   |
| Jargeau                                    | Jargeau                                                                   | Jargeau                                           | 2          | 15         | Jargeau                    | 2          | 03         | Châteauneuf-sur-Loire   |
| Méun                                       | Méun                                                                      | Meung-sur-Loire                                   | 2          | 18         | Meung-sur-Loire            | 2          | 10         | Meung-sur-Loire         |
| Méun                                       | Artenay                                                                   | Artenay                                           | 2          | 01         | Artenay                    | 2          | 10         | Meung-sur-Loire         |
| Patay                                      | Patay                                                                     | Patay                                             | 2          | 28         | Patay                      | 2          | 10         | Meung-sur-Loire         |
| Orléans-1 Orléans-2 Orléans-3 Olivet Chécy | Orléans-Ouest Orléans-Nord-Ouest Orléans-Nord-Est Orléans-Sud Orléans-Est | Orléans-1 Orléans-2 Orléans-3 Orléans-4 Orléans-5 | 2          | 23         | Orléans-Bannier            | 2          | 13         | Orleans-1               |
| Orléans-1 Orléans-2 Orléans-3 Olivet Chécy | Orléans-Ouest Orléans-Nord-Ouest Orléans-Nord-Est Orléans-Sud Orléans-Est | Orléans-1 Orléans-2 Orléans-3 Orléans-4 Orléans-5 | 2          | 24         | Orléans-Saint-Marc-Argonne | 2          | 13         | Orleans-1               |
| Orléans-1 Orléans-2 Orléans-3 Olivet Chécy | Orléans-Ouest Orléans-Nord-Ouest Orléans-Nord-Est Orléans-Sud Orléans-Est | Orléans-1 Orléans-2 Orléans-3 Orléans-4 Orléans-5 | 2          | 21         | Orléans-Bourgogne          | 2          | 14         | Orleans-2               |
| Orléans-1 Orléans-2 Orléans-3 Olivet Chécy | Orléans-Ouest Orléans-Nord-Ouest Orléans-Nord-Est Orléans-Sud Orléans-Est | Orléans-1 Orléans-2 Orléans-3 Orléans-4 Orléans-5 | 2          | 25         | Orléans-Saint-Marceau      | 2          | 14         | Orleans-2               |
| Orléans-1 Orléans-2 Orléans-3 Olivet Chécy | Orléans-Ouest Orléans-Nord-Ouest Orléans-Nord-Est Orléans-Sud Orléans-Est | Orléans-1 Orléans-2 Orléans-3 Orléans-4 Orléans-5 | 2          | 22         | Orléans-Carmes             | 2          | 15         | Orléans-3               |
| Orléans-1 Orléans-2 Orléans-3 Olivet Chécy | Orléans-Ouest Orléans-Nord-Ouest Orléans-Nord-Est Orléans-Sud Orléans-Est | Orléans-1 Orléans-2 Orléans-3 Orléans-4 Orléans-5 | 2          | 41         | Orléans-La Source          | 2          | 16         | Orléans-4               |
| Orléans-1 Orléans-2 Orléans-3 Olivet Chécy | Orléans-Ouest Orléans-Nord-Ouest Orléans-Nord-Est Orléans-Sud Orléans-Est | Fleury-les-Aubrais                                | 2          | 34         | Fleury-les-Aubrais         | 2          | 06         | Fleury-les-Aubrais      |
| Orléans-1 Orléans-2 Orléans-3 Olivet Chécy | Orléans-Ouest Orléans-Nord-Ouest Orléans-Nord-Est Orléans-Sud Orléans-Est | Olivet                                            | 2          | 35         | Olivet                     | 2          | 12         | Olivet                  |
| Orléans-1 Orléans-2 Orléans-3 Olivet Chécy | Orléans-Ouest Orléans-Nord-Ouest Orléans-Nord-Est Orléans-Sud Orléans-Est | Olivet                                            | 2          | 40         | Saint-Jean-le-Blanc        | 2          | 20         | Saint-Jean-le-Blanc     |
| Orléans-1 Orléans-2 Orléans-3 Olivet Chécy | Orléans-Ouest Orléans-Nord-Ouest Orléans-Nord-Est Orléans-Sud Orléans-Est | Saint-Jean-de-la-Ruelle                           | 2          | 36         | Saint-Jean-de-la-Ruelle    | 2          | 19         | Saint-Jean-de-la-Ruelle |
| Orléans-1 Orléans-2 Orléans-3 Olivet Chécy | Orléans-Ouest Orléans-Nord-Ouest Orléans-Nord-Est Orléans-Sud Orléans-Est | Chécy                                             | 2          | 38         | Chécy                      | 2          | 19         | Saint-Jean-de-la-Ruelle |
| Orléans-1 Orléans-2 Orléans-3 Olivet Chécy | Orléans-Ouest Orléans-Nord-Ouest Orléans-Nord-Est Orléans-Sud Orléans-Est | Saint-Jean-de-Braye                               | 2          | 37         | Saint-Jean-de-Braye        | 2          | 18         | Saint-Jean-de-Braye     |
| Ingré                                      | Orléans-Ouest Orléans-Nord-Ouest Orléans-Nord-Est Orléans-Sud Orléans-Est | Ingré                                             | 2          | 39         | Ingré                      | 2          | 18         | Saint-Jean-de-Braye     |
| La Ferté-Saint-Aubin                       | La Ferté-Saint-Aubin                                                      | La Ferté-Saint-Aubin                              | 2          | 13         | La Ferté-Saint-Aubin       | 2          | 05         | La Ferté-Saint-Aubin    |
| Sully                                      | Sully                                                                     | Sully-sur-Loire                                   | 2          | 21         | Sully-sur-Loire            | 2          | 21         | Sully-sur-Loire         |
| Ouzouer-sur-Loire                          | Ouzouer-sur-Loire                                                         | Ouzouer-sur-Loire                                 | 2          | 27         | Ouzouer-sur-Loire          | 2          | 21         | Sully-sur-Loire         |
| Neuville                                   | Neuville                                                                  | Neuville-aux-Bois                                 | 2          | 20         | Neuville-aux-Bois          | 3          | 17         | Pithiviers              |
| Pithiviers                                 | Pithiviers                                                                | Pithiviers                                        | 3          | 29         | Pithiviers                 | 3          | 17         | Pithiviers              |
| Bazoches-les-Gallerandes                   | Outarville                                                                | Outarville                                        | 3          | 26         | Outarville                 | 3          | 17         | Pithiviers              |
| Malesherbes                                | Malesherbes                                                               | Malesherbes                                       | 3          | 17         | Malesherbes                | 3          | 09         | Malesherbes             |
| Puiseaux                                   | Puiseaux                                                                  | Puiseaux                                          | 3          | 30         | Puiseaux                   | 3          | 09         | Malesherbes             |
| Beaune                                     | Beaune                                                                    | Beaune-la-Rolande                                 | 3          | 03         | Beaune-la-Rolande          | 3          | 09         | Malesherbes             |